# David P. Gray
 (juillet 2018).
Si vous disposez d'ouvrages ou d'articles de référence ou si vous connaissez des sites web de qualité traitant du thème abordé ici, merci de compléter l'article en donnant les références utiles à sa vérifiabilité et en les liant à la section « Notes et références ».
David P. Gray est un créateur de jeux vidéo ainsi que le fondateur de Gray Design Associates. Il vit actuellement[Quand ?] à Northborough aux États-Unis.

## Réalisations

### The Hugo Trilogy
La trilogie de Hugo est une compilation de trois épisodes de la série des aventures de Hugo, publiée à l'origine pour DOS en janvier 1990 et pour Windows en septembre 1995. Contrairement à la version originale DOS, la version Windows dispose d'un nouveau système de déplacement, un design complètement différent, une barre d'état, des musiques de fond en format MIDI, ainsi qu'une rubrique d'aide complète permettant de résoudre toutes les énigmes.
The Hugo Trilogy inclut les trois épisodes de la série des aventures de Hugo suivantes :
- 1990 : Hugo's Horrific Adventure
- 1990 : Hugo's Mystery Adventure
- 1990 : texte en italiqueHugo's Amazon Adventure

### Nitemare-3D
Publié à l'origine comme un jeu DOS en avril 1994, Nitemare 3D a été rapidement porté pour Windows et lorsqu'il est republié en décembre 1994, il devient le premier de son genre commercialement disponible pour Windows.